# Бад-Аббах
Бад-Аббах (нім. Bad Abbach) — громада в Німеччині, знаходиться в землі Баварія. Підпорядковується адміністративному округу Нижня Баварія. Входить до складу району Кельгайм.
Площа — 55,33 км2. Населення становить 12 428 ос. (станом на 31 грудня 2020).

## Персоналії
- Гізела Баварська (985—1065) — дружина угорського короля Іштвана І, перша угорська королева християнка, яка шанована у Римсько-католицькій церкві.